# Harmothoe dinardensis
Harmothoe dinardensis är en ringmaskart som beskrevs av Ernst Ferdinand Nolte 1936. Harmothoe dinardensis ingår i släktet Harmothoe och familjen Polynoidae. Inga underarter finns listade i Catalogue of Life.